# Каротаж акустичний
Акустичний каротаж (рос. акустический каротаж, англ. acoustic velocity logging; нім. akustische Bohrlochmessung,  akustische Karottage) — метод геофізичних досліджень у свердловинах, що ґрунтується на вивченні акустичних властивостей гірських порід. Використовується при пошуках і розвідці корисних копалин, а також для контролю за технічним станом свердловин.